# セスジシミ
セスジシミ（Ctenolepisma lineata）はシミ目に属する原始的な昆虫である。鱗粉が茶褐色の縦縞模様になっているため、英語では "Four-lined Silverfish" と呼ばれる場合がある。近縁のセイヨウシミやヤマトシミと似ているが、より大きく、腹の金属光沢が弱いこと、付属肢の長いこと、触角・尻尾の毛・足に濃淡模様があることなどによって判別することができる。
本種は南ヨーロッパの原産ではあるものの、現在では移入により極圏や冷涼な温帯域（ブリテン諸島など）を除いた世界各地に分布している。人家、野外の別なく生息し、害虫となりうる。  
ヨーロッパに生息する個体群を対象とした最近の研究によると、従来地域的変種とされてきた集団の幾つかは、別種として分離される可能性が示唆されている。すでにスペイン南西部の個体群は別種 Ctenolepisma almeriensis として扱われている。